# Iota Hydrae
Iota Hydrae (Ukdah, 35 Hydrae) é uma estrela na direção da constelação de Hydra. Possui uma ascensão reta de 09h 39m 51.33s e uma declinação de −01° 08′ 33.6″. Sua magnitude aparente é igual a 3.90. Considerando sua distância de 276 anos-luz em relação à Terra, sua magnitude absoluta é igual a −0.74. Pertence à classe espectral K3IIIvar.